# A. S. A. Sami
A. S. A. Sami (Arul Susai Anthony Sami; tamilisch: ஏ. எஸ். ஏ. சாமி; * 1915 in Colombo, Ceylon; † 1998 in Tamil Nadu) war ein tamilischer Drehbuchautor und Filmregisseur.

## Biografie
A. S. A. Sami wuchs als Sohn eines Theaterbetreibers in Colombo auf. Er gab seine Tätigkeit als Universitätsdozent in Colombo auf und zog nach Madras, wo sein eigentlich für das Radio geschriebenes Stück Bilhana mit großem Erfolg durch M. K. Thyagaraja Bhagavathar und die Theatergruppe der TKS Brothers aufgeführt wurde. Sami erhielt eine Anstellung als Autor bei der Filmgesellschaft Jupiter Pictures in Coimbatore und schrieb unter anderem Sundarrao Nadkarnis Valmiki (1946) und gemeinsam mit M. Karunanidhi A. Kasilingams Abhimanyu (1948). TKS Brothers produzierte 1948 den Theatererfolg Bilhana nach Samis Drehbuch auch als Film.
Sein Regiedebüt hatte A. S. A. Sami 1947 mit Rajakumari, in dem M. G. Ramachandran seine erste große Rolle als Filmheld hatte. Sein zweiter Film Velaikkari (1949) nach dem Drehbuch von C. N. Annadurai markiert den Beginn der Politisierung des tamilischen Films mit der Ideologie der Regionalpartei DMK. Samis einziger Film auf Hindi Maya Sundari (1967) war bis auf eine neue Tanznummer, gesungen von Geeta Dutt, eine Synchronisation seines zehn Jahre zuvor erschienenen Karpurakarasi.
Später war A. S. A. Sami Leiter der Abteilung Regie des Tamil Nadu Film & Television Institute in Madras.

## Filmografie (Regiearbeiten)
- 1947: Rajakumari
- 1949: Velaikkari
- 1950: Vijayakumari
- 1951: Sudarshan
- 1953: Ponni
- 1954: Thuli Visham
- 1955: Neethipathi
- 1956: Dingiri Menika
- 1957: Karpurakarasi
- 1959: Kalyanikku Kalyanam
- 1959: Thangapathumai
- 1960: Kaidhi Kanniyiram
- 1961: Arasilankumari
- 1962: Meri Bahen
- 1962: Muthu Mandapam
- 1963: Ananda Jyoti
- 1963: Asai Alaigal
- 1963: Kaduvulai Kandan
- 1964: Vazhi Piranthadu
- 1967: Maya Sundari
- 1971: Thirumagal